# Jac Schaeffer
Jac Schaeffer (Fort Lee, 26 ottobre 1978) è una sceneggiatrice e regista statunitense, nota per aver creato la serie televisiva WandaVision e per il suo lavoro sulle pellicole del Marvel Cinematic Universe Captain Marvel e Black Widow.

## Biografia
Schaeffer è cresciuta a Agoura Hills, in California. Si è laureata alle università di Princeton nel 2000 e ha in seguito ottenuto un Master of Fine Arts alle USC School of Cinematic Arts.
Ha debuttato in campo cinematografico nel 2009 con il film TiMER, da lei scritto, prodotto e diretto. Il film ha debuttato al Tribeca Film Festival.
Nel 2017 ha scritto il cortometraggio Frozen - Le avventure di Olaf, spin-off del film Frozen - Il regno di ghiaccio dei Walt Disney Animation Studios. Nel 2019 ha sceneggiato il film Attenti a quelle due, remake del film Due figli di... del 1988.
Nel 2018 viene scelta dai Marvel Studios per scrivere la sceneggiatura del film Black Widow. In seguito contribuisce, non accreditata, alla sceneggiatura del film Captain Marvel. Ha inoltre creato la miniserie televisiva WandaVision, di cui è anche produttrice esecutiva e showrunner. Nel 2021 firma un accordo di collaborazione triennale con Marvel e 20th Television.

## Filmografia

### Sceneggiatrice

#### Cinema
- TiMER (2009)
- Frozen - Le avventure di Olaf (Olaf's Frozen Adventure), regia di Kevin Deters e Stevie Wermers (2017) - cortometraggio
- Captain Marvel, regia di Anna Boden e Ryan Fleck (2019) - non accreditata
- Attenti a quelle due (The Hustle), regia di Chris Addison (2019)
- Black Widow, regia di Cate Shortland (2021)

#### Televisione
- WandaVision – miniserie TV, 3 puntate (2021) - anche creatrice, showrunner e produttrice esecutiva
- Agatha All Along – miniserie TV (2024)

### Regista
- TiMER (2009)